# 苏珠克图巴图尔
苏珠克图巴图尔（1889年—1926年），博尔济吉特氏，蒙古族，清末内扎萨克蒙古昭烏達盟奈曼旗人，奈曼旗扎萨克达尔罕郡王。

## 生平
苏珠克图巴图尔是扎萨克达尔罕郡王玛什巴图尔的次子，出生于光绪十五年（1889年）。光绪卅一年七月（1905年）苏珠克图巴图尔袭爵成为第十四任奈曼旗扎萨克多罗达尔罕郡王。光绪卅四年二月（1908年），苏珠克图巴图尔任御前行走，六月赏戴三眼花翎。
民国元年（1912年）9月，苏珠克图巴图尔从多罗郡王晋升和硕亲王，11月获授二等嘉禾章。1913年10月，苏珠克图巴图尔任卓、昭、锡、哲四盟宣慰使。1915年8月，苏珠克图巴图尔任昭乌达盟盟长。1916年4月，苏珠克图巴图尔因镇抚巴布扎布徒众有功而获授亲王双俸并授一等文虎章。1916年12月，他兼任昭乌达盟备兵札萨克。1917年7月，苏珠克图巴图尔任中华民国参议员。1918年，苏珠克图巴图尔授将军府“通威将军”。1924年8月，苏珠克图巴图尔任哲、昭、卓、锡四盟警备总司令。1924年10月，第二次直奉战争中直系败北，张作霖、段祺瑞执政后撤销四盟警备总司令部，苏珠克图巴图尔被调回奈曼旗。1924年12月， 苏珠克图巴图尔因为被昭乌达盟副盟长札噶尔指为“纵匪殃民”而被段祺瑞的临时政府免去昭乌达盟盟长一职。1925年1月，札噶尔接任昭乌达盟盟长。1926年12月26日（农历十一月十二日）， 苏珠克图巴图尔在奈曼旗波日和硕庙病逝，年方38岁。